# Blestemul lui Tutankhamon (film din 2006)
Blestemul lui Tutankhamon sau Tutankhamon: Blestemul faraonului (titlu original: The Curse of King Tut's Tomb) este un film american din 2006 regizat de Russell Mulcahy după un scenariu de David N. Titcher. Rolurile principale au fost interpretate de actorii Casper Van Dien, Leonor Varela și Jonathan Hyde. A avut premiera la 27 mai 2006 pe Hallmark Channel.

## Prezentare
În Egiptul antic, Tutankhamon, băiatul faraon despre care se spune că a murit tânăr, a fost trimis de fapt de zeul soarelui Ra pentru a proteja oamenii de demonul Seth, care a scăpat din Lumea de Dincolo și a provocat haos în Egipt. Cu binecuvântarea lui Ra, Tutankhamon reușește să-l învingă pe Set și să țină demonul sub control, rupând o tăbliță de smarald în patru bucăți și trimițând bucățile în colțurile îndepărtate ale lumii. Cu toate acestea, prețul plătit de Ra este mare, el trebuie să rămână blocat în Lumea de Dincolo.
În 1922, Danny Fremont, un arheolog, caută ultima bucată a tăbliței, despre care se crede că se află în mormântul lui Tutankhamon. Anterior a găsit primele trei piese ale tăbliței, dar i-au fost confiscate de rivalul său, Morgan Sinclair. Sinclair se află în slujba Consiliului Hellfire, un comitet secret format dintr-un grup de oameni influenți din întreaga lume care doresc să folosească puterile tăbliței pentru a-și atinge scopul de a domina lumea. Sinclair folosește influența Consiliului Hellfire pentru a distruge reputația lui Fremont și pentru a-l face să-și piardă locul de muncă.
Fremont nu se lasă descurajat de provocările cu care se confruntă. Cu ajutorul prietenilor săi, el reușește să-i convingă pe alții, inclusiv pe un egiptolog sceptic pe nume Azelia Barakat, să i se alăture în căutarea de a găsi mormântul lui Tutankhamon și ultima bucată a tăbliței. Până la urmă reușesc să afle unde este mormântul cu ajutorul unor legionari și mai ales al Azeliei. În ciuda eforturilor lor, ultima piesă cade tot în mâinile lui Sinclair și ale Consiliului Hellfire. Sinclair aduce toate cele patru piese în mormânt, absoarbe puterile tăbliței și îi eliberează pe Set și demonii Lumii de Dincolo. De asemenea, îi ucide pe toți membrii Consiliului Hellfire mai târziu.
Fremont și tovarășii săi reușesc să-l rețină pe Sinclair și pe alți inamici și revin în mormânt, unde deschid un portal către Lumea de Dincolo. Aici, Fremont și prietenii săi reușesc să-l găsească și să-l elibereze pe Tutankhamon, dar băiatul faraon este prea slab pentru a-i ajuta. Între timp, Sinclair este absorbit de Seth, care apoi îl atacă pe Fremont. În momentul critic, Barakat se roagă lui Ra să-i dea putere lui Tutankhamon și dorința ei este îndeplinită. Tutankhamon prinde viață, luptă și îl distruge pe Set și îi duce pe Fremont și Barakat (singurii doi supraviețuitori) în siguranță în lumea noastră. Înainte de a se despărți, Tutankhamon le mulțumește și le spune că „toate lucrurile sunt așa cum ar fi trebuit să fie”. Fremont și Barakat nu înțeleg ce vrea să spună și părăsesc mormântul chiar înainte ca acesta să se închidă de la sine.
Înapoi pe străzile din Cairo, Fremont și Barakat înțeleg în sfârșit ce a vrut să spună Tutankhamon când văd că toate evenimentele negative care s-au întâmplat mai devreme au fost inversate: tovarășii lor morți sunt vii și sănătoși; logodnicul lui Barakat este căsătorit și fericit cu o altă femeie și are o familie. Fremont se întâlnește cu Howard Carter și îi dă harta mormântului lui Tutankhamon; astfel Carter devine faimos în întreaga lume pentru „descoperirea” sa. În final, în Muzeul Egiptean din Cairo, Fremont o cere în căsătorie pe Barakat și ea acceptă să se căsătorească cu el.

## Distribuție
- Casper Van Dien - Dany Freemont

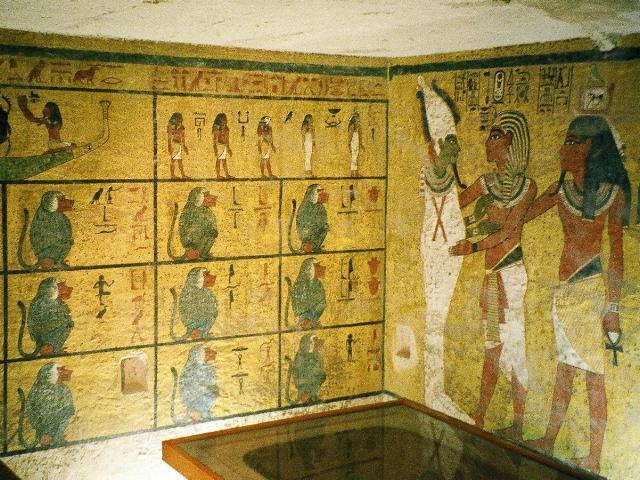
Imagine din mormântul lui Tutankhamon

- Leonor Varela - dr Azelia Barakat
- Jonathan Hyde - Morgan Sinclair
- Francisco Bosch - Tutankhamon
- Malcolm McDowell - Nathan Cairns
- Steven Waddington - Cairns
- Simon Callow - Russell
- Niko Nicotera - Andrew Walker
- Tat Whalley - Rembrandt
- Patrick Toomey - Jacques Belmond

## Producție
A fost filmat în Jaipur și Mumbai în India. Van Dien și-a comparat personajul cu Indiana Jones, observând că personajul său era mai tocilar și că „nu era la fel de tare” ca cel al lui Harrison Ford.
Inițial plănuit ca un miniserial de patru ore, Blestemul lui Tutankhamon a avut în cele din urmă aproximativ o oră și patruzeci și cinci de minute, pelicula fiind editată, în comparație cu lungimea versiunea de previzualizare trimisă criticilor; versiunea difuzată pe Hallmark a avut aproximativ 180 de minute (transmisă în 2 părți).

## Primire
Filmul a avut premiera în Spania pe 11 aprilie 2006. A avut premiera pe Hallmark Channel pe 27 mai 2006. Prima lansare DVD a fost în Japonia pe 23 decembrie 2006.
Recepția critică a filmului la lansarea sa pe Hallmark a fost negativă. TV Guide a revizuit filmul, afirmând că „miniserialul plin de efecte CG este plictisitor, iar povestea este interesantă doar pentru efectele brânzoase care apar pe ecran la fiecare zece minute sau cam asa ceva. În caz contrar, este o interpretare a unor actori cu o clasă slabă,... iar Malcolm McDowell a avut zile mai bune în proiecte mult mai valoroase”. Un recenzor de la Hartford Courant a fost la fel de critic, deoarece a considerat că „[acest] lucru nici măcar nu are un sfârșit, preferând să spună „Va urma...” ca și cum ar fi un serial vechi de după-amiază sau un film de care chiar ne pasă”.